# Gonâve (wyspa)
Gonâve – należąca do Haiti wyspa, położona w zatoce Gonâve u zachodnich wybrzeży kraju, na północny zachód od Port-au-Prince.
Zbudowana z wapienia wyspa mierzy ogółem 60 km długości i ok. 15 km szerokości, obejmując powierzchnię 743 km². Wyspa jest otoczona rafą koralową i pokryta niewielkimi pagórkami (najwyższy punkt liczy 778 m n.p.m.). Gleby na wyspie są nieurodzajne i słabo nawodnione, przez co niemożliwa jest tu intensywna uprawa roli. Do największych problemów wyspy należy zaopatrzenie w wodę: rocznie spada tu od 800 do 1600 mm deszczu, źródła wody pitnej są nieliczne i rzadko rozmieszczone.
Ludność wyspy zajmuje się rybołówstwem, hodowlą bydła oraz uprawą bawełny i agawy sizalowej.
Niegdyś istniała tu baza piratów morskich.